# Orange Caramel
Orange Caramel este primul subgrup al grupului de fete sud-coreene After School. Subgrupul a fost format în 2010 cu membrii din a treia generație After School: Nana, Raina și Lizzy. Conceptul Orange Caramel este Candy Culture (care implică un stil drăguț și colorat).

## Discografie
- Lipstick (2012)
- Orange Caramel (2013)